# Président de Malte
Le président de Malte (en maltais : President ta' Malta ; en anglais : President of Malta) est le chef de l'État de la république de Malte. Ses compétences politiques et institutionnelles sont régies par le chapitre V de la constitution de Malte.
Selon le protocole utilisé par la présidence, il est désigné président de la république de Malte lors de visites officielles à l'étranger.
L'actuelle titulaire de la fonction est Myriam Spiteri Debono, depuis le 4 avril 2024.

## Historique
La fonction de président est instituée après l'abolition de la monarchie maltaise et la proclamation de la république le 13 décembre 1974. Elle remplace ainsi la fonction de gouverneur général de Malte du temps de l'État de Malte, qui avait elle-même remplacé celle de gouverneur de Malte qui gouvernait la colonie de Malte et dépendances.

## Élection
Le président de Malte est élu pour cinq ans au suffrage indirect uninominal majoritaire à un tour par les membres de la Chambre des représentants, à la majorité qualifiée des deux tiers de l'ensemble des membres de la chambre.
Jusqu'en 2020, le président était élu à la majorité relative des suffrages exprimés. Après l'élection présidentielle de 2019, une révision constitutionnelle portée par le Parti démocratique est votée en février 2020, introduisant l'élection présidentielle à la majorité qualifiée des deux tiers,,. L'amendement est remarqué pour son absence de processus permettant de mettre fin à un blocage. L'élection se fait en effet obligatoirement à la majorité des deux tiers, à défaut de quoi un ou plusieurs nouveaux votes ont lieu jusqu'à ce qu'un candidat l'obtienne, tandis que le président sortant reste en poste jusqu'à l'élection de son successeur. Le nouveau système est mis en œuvre pour la première fois lors de l'élection présidentielle de 2024,.

### Conditions d'éligibilité
L'article 48(2) de la Constitution dispose qu'une personne ne peut pas prétendre à la présidence :
- s'il n'est pas citoyen de Malte, ou
- s'il exerce une fonction de Chief Justice ou de juge d'autres cours supérieures, ou
- s'il n'est pas éligible à aucune fonction présente dans les articles 109, 118 et 120 de la Constitution.

### Prestation de serment
En vertu de l'article 50 de la Constitution, le président doit prêter le serment suivant :

« I [nom de la personne] solemnly swear/affirm that I will faithfully execute the office of President (perform the functions of the President) of Malta, and will, to the best of my ability preserve, protect and defend the Constitution of Malta. (So help me God). »

— Annexe II, p. 77 de la Constitution

« Je [nom de la personne] jure/affirme solennellement que j'exercerai fidèlement la fonction (remplirai les fonctions) de président de Malte, et, au mieux de mes capacités, de préserver, protéger et défendre la Constitution de Malte. (Que Dieu m'y aide). »

— Annexe II, p. 77 de la Constitution

## Statut

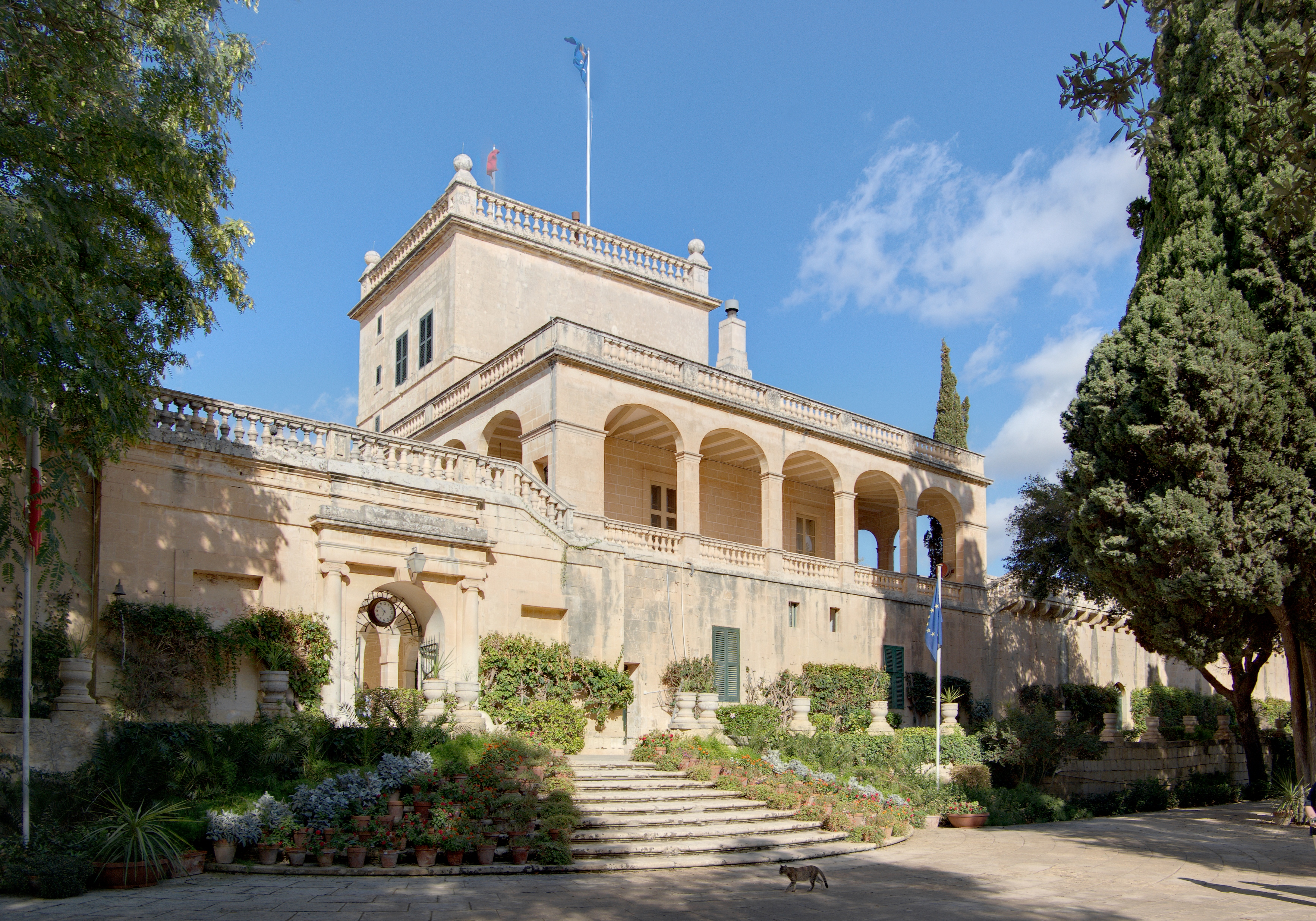
Le palais Saint-Antoine, résidence du président de Malte.

### Résidences
Le bureau officiel du président est le palais présidentiel de La Valette ainsi que :
- le palais Saint-Antoine à Attard (résidence officielle),
- le palais Verdala à Siġġiewi (résidence d'été).

## Succession
Le poste de président devient vacant dans plusieurs cas :
- si la personne exerçant la fonction est destituée par une résolution de la Chambre des députés sur la base d'une incapacité à exercer les fonctions (que ce soit une infirmité physique ou mentale) ou en cas de comportement contraire à la charge attribuée.

En cas de vacance, jusqu'à l'élection d'un nouveau président (et que la vacance soit due à l'absence du titulaire du poste de Malte, ou à des congés, ou à des raisons le rendant incapable d'exercer ses fonctions), les fonctions de président doivent être exercées par le Premier ministre après consultation du chef de l'opposition. Jusqu'à la révision constitutionnelle de 2020, le Premier ministre assurait également l'intérim à l'expiration naturelle du mandat du président sortant, si un successeur n'était pas élu avant cette date, traditionnellement fixée au 4 avril. La révision permet depuis au président sortant de se maintenir en fonction jusqu'à l'élection de son successeur,.

## Sources

## Compléments